# Вечный огонь (Туркменбаши)
Памятник Героям Туркменистана войны 1941—1945 в Туркменбаши (туркм. Türkmenistanyň milli Gahrymanlaryna 1941-1945) — памятник в честь воинов, погибших в войне 1941—1945 годов. Расположен в центре Туркменбашы, напротив железнодорожного вокзала. Открыт 1975 году, несколько раз перестраивался, последний раз в 2010 году.

## Описание
Памятник представляет собой фигуру Атамурата Ниязова, отца Сапармурата Ниязова, который погиб в боях за Кавказ. У основания скульптуры горит Вечный огонь.
Более 1200 красноводчан остались на полях сражений. Здесь высечены имена всех, кто погиб на фронтах войны. Четыре Героя Советского Союза — их имена на первом камне гранита. Здесь же имена тех, кто умер от ран в госпиталях города.